# Harmonisches Mittel
Das harmonische Mittel ist ein Mittelwert einer Menge von Zahlen und wird verwendet, um den Mittelwert von Verhältniszahlen (Quotient zweier Größen) zu berechnen. Es war schon Pythagoras bekannt. Es ist der Spezialfall des Hölder-Mittels mit Parameter −1.

## Definition
Das harmonische Mittel von  {\displaystyle n} Zahlen {\displaystyle x_{1},\dotsc ,x_{n}} ist definiert als
{\displaystyle {\bar {x}}_{\text{harm}}={\frac {n}{{\frac {1}{x_{1}}}+\dotsb +{\frac {1}{x_{n}}}}}}.
Mit der Formel ist das harmonische Mittel zunächst nur für von null verschiedene Zahlen {\displaystyle x_{i}} definiert. Geht aber einer der Werte {\displaystyle x_{i}} gegen null, so existiert der Grenzwert des harmonischen Mittels und ist ebenfalls gleich null. Daher ist es sinnvoll, das harmonische Mittel als null zu definieren, wenn mindestens eine der zu mittelnden Größen gleich null ist.

## Eigenschaften
Der Kehrwert des harmonischen Mittels ist
{\displaystyle {\frac {1}{{\bar {x}}_{\text{harm}}}}={\frac {{\frac {1}{x_{1}}}+\dotsb +{\frac {1}{x_{n}}}}{n}}}
und somit das arithmetische Mittel der Kehrwerte.
Für zwei Werte {\displaystyle a} und {\displaystyle b} ergibt sich
{\displaystyle {\bar {x}}_{\text{harm}}={\frac {2}{{\tfrac {1}{a}}+{\tfrac {1}{b}}}}={\frac {2ab}{a+b}}={\frac {\left({\sqrt {ab}}\right)^{2}}{{\tfrac {1}{2}}(a+b)}}={\frac {{\bar {x}}_{\text{geom}}^{2}}{{\bar {x}}_{\text{arithm}}}}}
mit dem arithmetischen Mittel {\displaystyle {\bar {x}}_{\text{arithm}}} und dem geometrischen Mittel {\displaystyle {\bar {x}}_{\text{geom}}}.
Für nichtnegative {\displaystyle x_{i}} gilt
{\displaystyle \min(x_{1},\dotsc ,x_{n})\leq {\bar {x}}_{\text{harm}}\leq {\bar {x}}_{\text{geom}}\leq {\bar {x}}_{\text{arithm}}\leq \max(x_{1},\dotsc ,x_{n}).}

## Beispiele
Für das harmonische Mittel von {\displaystyle 5} und {\displaystyle 20} gilt
{\displaystyle {\frac {2}{{\frac {1}{5}}+{\frac {1}{20}}}}={\frac {2}{\frac {1}{4}}}=8}.
Verwendet man die Formel aus dem Abschnitt Eigenschaften, so gilt
{\displaystyle {\frac {2\cdot 5\cdot 20}{5+20}}=8}.
Für das harmonische Mittel von zwei benachbarten natürlichen Zahlen {\displaystyle n} und {\displaystyle n+1} ergibt sich
{\displaystyle n+{\frac {n}{2n+1}}}.
Für n = 0, 1, 2, 3 usw. erhält man die Werte 0, 1 + 1/3, 2 + 2/5, 3 +  3/7 usw. Diese Mittel spielen eine Rolle beim Dean-Verfahren, einem Sitzzuteilungsverfahren.

## Gewichtetes harmonisches Mittel

### Definition
Sind den {\displaystyle x_{i}} positive Gewichte {\displaystyle w_{i}>0} zugeordnet, so ist das gewichtete harmonische Mittel wie folgt definiert:
{\displaystyle {\bar {x}}_{\mathrm {harm} }={\frac {w_{1}+\cdots +w_{n}}{{\frac {w_{1}}{x_{1}}}+\cdots +{\frac {w_{n}}{x_{n}}}}}}
Sind alle {\displaystyle w_{i}} gleich, so erhält man das gewöhnliche harmonische Mittel.

### Beispiel
Allgemein gilt: Benötigt man für die Teilstrecke {\displaystyle s_{1}} die Zeit {\displaystyle t_{1}} (also Durchschnittsgeschwindigkeit {\displaystyle v_{1}=s_{1}/t_{1}}) und für die Teilstrecke {\displaystyle s_{2}} die Zeit {\displaystyle t_{2}} (also Durchschnittsgeschwindigkeit {\displaystyle v_{2}=s_{2}/t_{2}}), so gilt für die Durchschnittsgeschwindigkeit über die gesamte Strecke
{\displaystyle v={\frac {s_{1}+s_{2}}{{\frac {s_{1}}{v_{1}}}+{\frac {s_{2}}{v_{2}}}}}={\frac {s_{1}+s_{2}}{t_{1}+t_{2}}}={\frac {t_{1}v_{1}+t_{2}v_{2}}{t_{1}+t_{2}}}}
Die Durchschnittsgeschwindigkeit ist also das mit den Wegstrecken gewichtete harmonische Mittel der Teilgeschwindigkeiten oder das mit der benötigten Zeit gewichtete arithmetische Mittel der Teilgeschwindigkeiten.
Fährt man eine Stunde mit 50 km/h und dann eine Stunde mit 100 km/h, so legt man insgesamt 150 km in 2 Stunden zurück; die Durchschnittsgeschwindigkeit ist 75 km/h, also das arithmetische Mittel von 50 und 100. Bezieht man sich hingegen nicht auf die benötigte Zeit, sondern auf die durchfahrene Strecke, so wird die Durchschnittsgeschwindigkeit durch das harmonische Mittel beschrieben: Fährt man 100 km mit 50 km/h und dann 100 km mit 100 km/h, so legt man 200 km in 3 Stunden zurück, die Durchschnittsgeschwindigkeit ist 66,67 km/h, also das harmonische Mittel von 50 und 100.
{\displaystyle v={\frac {100\ {\text{km}}+100\ {\text{km}}}{{\frac {100\ {\text{km}}}{50\ {\text{km/h}}}}+{\frac {100\ {\text{km}}}{100\ {\text{km/h}}}}}}={\frac {2\ {\text{h}}\cdot 50\ {\text{km/h}}+1\ {\text{h}}\cdot 100\ {\text{km/h}}}{2\ {\text{h}}+1\ {\text{h}}}}={\frac {100\ {\text{km}}+100\ {\text{km}}}{2\ {\text{h}}+1\ {\text{h}}}}={\frac {200\ {\text{km}}}{3\ {\text{h}}}}\approx 66{,}67\ {\text{km/h}}}